# أحمد مجدي (لاعب كرة قدم مواليد 1986)
أحمد مجدي، من مواليد 24 مايو 1986، لاعب كرة قدم مصري في فريق كرة القدم بنادي نجوم المستقبل.

## المسيرة الاحترافية
بدأ مشواره الكروي مع الأهلي في فريق الشباب بالنادي، وجد أن فرصة الشباب في النادي في ظل تواجد مدرب الأهلي السابق مانويل جوزيه ضعيفة،[بحاجة لمصدر] فقبل أن يوقع عقد رسمي مع النادي، ترك النادي وانتقل إلى نادي بانيونيوس اليوناني في صفقة انتقال حر، وبعدها في عام 2006 انتقل إلي نادي أتروميتوس اليوناني، وقي محاولة من الزمالك لتدعيم صفوفه، قام بالتعاقد مع اللاعب مقابل "450.000" يورو تدفع للنادي اليوناني، قضى أربغة مواسم مع الفريق، ثم انتقل للنادي المصري لمدة عامين من 2010 حتى 2012، قبل أن يعود للزمالك مجدداً مطلع موسم 2012-2013.

## الألقاب
| كأس مصر لكرة القدم | 1 | 2008 - 2013 |

| عدد البطولات | 2 |
| ------------ | - |

## وصلات خارجية
- أحمد مجدي على موقع الاتحاد الدولي (مؤرشف)  (الإنجليزية)
- أحمد مجدي على موقع قاعدة بيانات كرة القدم.إي يو (الإنجليزية)
- ملف أحمد مجدي في موقع انتقالات اللاعبين الألماني